# Sphaerophoria quadrituberculata
Sphaerophoria quadrituberculata är en tvåvingeart som beskrevs av Mario Bezzi 1915. Sphaerophoria quadrituberculata ingår i släktet sländblomflugor, och familjen blomflugor. Inga underarter finns listade i Catalogue of Life.